# Strawn, Texas
Strawn là một thành phố thuộc quận Palo Pinto, tiểu bang Texas, Hoa Kỳ. Năm 2010, dân số của xã này là 653 người.

## Dân số
- Dân số năm 2000: 739 người.
- Dân số năm 2010: 653 người.